# Лауридсен, Оливер
О́ливер Ла́уридсен (дат. Oliver Lauridsen; род. 24 марта 1989, Гентофте, Копенгаген) — датский хоккеист, защитник сборной Дании. Старший брат — хокееист Маркус Лауридсен.

## Статистика
```
                                            
                                            --- Regular Season ---  ---- Playoffs ----
Season   Team                        Lge    GP    G    A  Pts  PIM  GP   G   A Pts PIM
--------------------------------------------------------------------------------------
2008-09  St. Cloud State Huskies     WCHA   28    0    1    1   38  --  --  --  --  --
2009-10  St. Cloud State Huskies     WCHA   43    6    6   12   54  --  --  --  --  --
2010-11  St. Cloud State Huskies     WCHA   37    1    8    9   51  --  --  --  --  --
2010-11  Adirondack Phantoms         AHL     2    0    0    0   30  --  --  --  --  --
2011-12  Adirondack Phantoms         AHL    65    3    4    7   85  --  --  --  --  --
2012-13  Adirondack Phantoms         AHL    59    1    5    6   77  --  --  --  --  --
2012-13  Philadelphia Flyers         NHL    15    2    1    3   34  --  --  --  --  --
2013-14  Adirondack Phantoms         AHL    18    0    1    1   66  --  --  --  --  --
--------------------------------------------------------------------------------------
         NHL Totals                         15    2    1    3   34

```

## Карьера в сборной
Играл в различных юношеских и молодёжной сборной Дании. В основную сборную был впервые вызван вместе с братом в 2013 году для подготовки к Чемпионату мира.